# 西園寺実永
西園寺 実永（さいおんじ さねなが）は、室町時代前期の公卿。権大納言・西園寺公永の子。官位は従一位・右大臣。

## 経歴
初名は実村。明徳4年（1393年）に参議となり、公卿に列する。応永2年（1395年）には権中納言となる。応永6年（1399年）には権大納言。応永22年（1415年）には右近衛大将となる。応永26年（1419年）には内大臣に任命された。翌年、右大臣に転任するも辞職する。
応永28年（1421年）に従一位を授与された。

## 系譜
- 父：西園寺公永（1353-1390）
- 母：不詳
- 妻：持明院基親の娘
  - 男子：西園寺公名（1410-1468）